# Зоопарк в обувной коробке
Зоопарк в обувной коробке (англ. Shoebox Zoo) — детский британский телесериал в жанре фэнтези телекомпании BBC Scotland, а также различных канадских телекомпаний. Был впервые показан в 2004 году по BBC One. Также был показан на Бибигоне, позже на Карусели.

## Сюжет
Девочка Марни получила в подарок на день рождения игрушечных животных в обувной коробке. Однажды они оживают и рассказывают ей свою тайну: когда-то они были учениками великого мага, но попытались украсть волшебную книгу и были за это заколдованы учителем. Теперь помочь животным может только Марни, но для этого ей придётся найти ту самую волшебную книгу и избежать ловушек злого Толедо-оборотня, который давно мечтает найти этих заколдованных зверей.

## В ролях
- Марни МакБрайд — Вивьен Эндикотт-Дуглас
- Росс МакБрайд— Джейсон Коннери
- Майкл Скот — Питер Маллан
- МакТаггарт — Дэвид МаКей
- Хуан Роберто Монтойя де Толедо — Тони Доналдсон

### Зоопарк
- Орёл Эдвин — Рик Мэялл
- Медведь Бруно — Алан Камминг
- Змея Алиса — Шивон Редмонд
- Волк Вольфганг — Саймон Кэллоу

## Список серий

### 1 сезон
| #  | Название                                                    | Дата выхода      |
| -- | ----------------------------------------------------------- | ---------------- |
| 1  | «Чудеса начинаются» «The Magic is Awakened»                 | 21 сентября 2004 |
| 2  | «Свой или чужой?» «Friend or Foe?»                          | 28 сентября 2004 |
| 3  | «Эхо прошлого» «Echoes of the Past»                         | 5 октября 2004   |
| 4  | «Путеводитель по непонятному» «A Guide for the Perplexed»   | 12 октября 2004  |
| 5  | «Святилище» «The Inner Sanctum»                             | 19 октября 2004  |
| 6  | «Странный день рождения» «A Strange Birthday Party»         | 26 октября 2004  |
| 7  | «Нехватка знаний» «A Little Knowledge»                      | 2 ноября 2004    |
| 8  | «Следы матери» «Mother's Footsteps»                         | 9 ноября 2004    |
| 9  | «Там, где течет река» «Where the River Flows»               | 16 ноября 2004   |
| 10 | «Знак Единорога» «The Sign of the Unicorn»                  | 23 ноября 2004   |
| 11 | «Где соединяются четыре элемента» «Where Four Elevens Meet» | 30 ноября 2004   |
| 12 | «Лос Контрариос» «Los Contrarios»                           | 7 декабря 2004   |
| 13 | «День отмщения» «The Day of Reckoning»                      | 14 декабря 2004  |

### 2 сезон
| #  | Название                                            | Дата выхода     |
| -- | --------------------------------------------------- | --------------- |
| 1  | «Пересечь Мировой океан» «Across the Great Ocean»   | 16 октября 2005 |
| 2  | «Баланс сил» «The Balance of Power»                 | 23 октября 2005 |
| 3  | «Вот это змеи!» «Snakes Alive»                      | 23 октября 2005 |
| 4  | «Пау-вау» «The Pow Wow»                             | 30 октября 2005 |
| 5  | «Охотник приходит на помощь» «Hunter to the Rescue» | 30 октября 2005 |
| 6  | «Становление» «Coming of Age»                       | 6 ноября 2005   |
| 7  | «Дикие кони» «Wild Horses»                          | 6 ноября 2005   |
| 8  | «Ночные призраки» «Bumps in the Night»              | 13 ноября 2005  |
| 9  | «Орел приземлился» «The Eagle Has Landed»           | 13 ноября 2005  |
| 10 | «Стрела правды» «The Arrow of Truth»                | 20 ноября 2005  |
| 11 | «Волчий вой» «The Cry of the Wolf»                  | 20 ноября 2005  |
| 12 | «Водопад веры» «The Falls of Faith»                 | 27 ноября 2005  |
| 13 | «Сверх и превыше всего» «Beyond the Beyond»         | 27 ноября 2005  |